# Szemféreg
A szemféreg (Loa loa) a Secernentea osztályának a Spirurida rendjébe, ezen belül az Onchocercidae családjába tartozó faj.
Afrikában élő faj. A fonálférgek (Nematoda) törzsébe tartozik.
A nőstény 40-70 milliméter hosszú, a hím pedig 30-40 milliméter. A kifejlett férgek a bőr kötőszövetében élősködnek. Gyakran fészkeli be magát a szem kötőhártyájába vagy szaruhártyába, és ilyenkor összetekeredve fehér fonálként látható. Hatására a bőr alatt fájdalmas daganatok keletkezhetnek. Ezeket Calabar- vagy Kamerum-daganatoknak nevezik.
Köztesgazdái Chrysops silacea, C. dimidiata (Diptera). A nálunk élő Chrysops-okat pőcsikeknek hívjuk, amelyek közismertek fájdalmas csípésükről.
Bár a Loa loa nálunk nem fordul elő, mégis érdemes vigyázni velük, mert kellemetlen tünetekkel járó bakteriális fertőzést idézhetnek elő. A nőstények igen apró, úgynevezett microfiliare lárvákat ürítenek.
A lárváknak napszakos aktivitása van: nappal a bőr alatti hajszálerekben tartózkodnak, míg éjszaka a tüdőben, igazodva a köztigazda aktivitásához. A Chrysops a vérrel együtt veszi fel a férgeket, itt a tor izomzatába vándorolnak és fejlődnek tovább 1 stádiumú lárvává, majd 2. és 3. stádiumú lárvává. Ekkor már fertőzőképes, és elvándorol a Chrysops szúró-szívó szájszervéhez, és majd a vérszívás során kerülnek a végleges gazdába.